# مایکول نگرو
مایکول نگرو (انگلیسی: Maikol Negro؛ زادهٔ ۲۸ فوریهٔ ۱۹۸۸) بازیکن فوتبال اهل ایتالیا است.
از باشگاه‌هایی که در آن بازی کرده‌است می‌توان به باشگاه فوتبال لاتینا، باشگاه فوتبال سالرنیتانا، و باشگاه فوتبال بنونتو اشاره کرد.
وی همچنین در تیم ملی فوتبال Italy U20 Lega Pro بازی کرده‌است.